# Triunfo (Paraíba)
Triunfo è un comune del Brasile nello Stato del Paraíba, parte della mesoregione del Sertão Paraibano e della microregione di Cajazeiras.